# Енциклопедія історії України
Енциклопе́дія істо́рії Украї́ни (ЕІУ) — десятитомна чорно-біла ілюстрована енциклопедія з історії України. Видана українською мовою в 2003—2013 роках у Києві, у видавництві «Наукова думка» під егідою Інституту історії України Національної академії наук України, під головуванням Валерія Смолія. У 2018—2021 роках видані три додаткові томи.

## Історія створення[1]
На початку 1990-х рр. криза видавничо-редакційної бази, суперництво протилежних контраверсійних традицій енциклопедистики (радянська і діаспорна практика), формування нового фактографічного матеріалу актуалізували необхідність підготовки новітньої енциклопедії історії України.
У 1997 з ініціативи Інституту історії України НАН України Президія НАН України ухвалила постанову «Про підготовку фундаментальної „Енциклопедії історії України“» у формі п'ятитомного видання. 1998 в Інститут історії України було створено спочатку «тимчасовий творчий колектив», пізніше трансформований в робочу групу (для підготовки словника і концептуальних засад проєкту.), а потім і робочу групу Головної редколеґії «ЕІУ» за низкою тематичних, хронологічних та функціональних напрямів.
Після появи перших двох томів у 2003—2004 стала очевидною необхідність розширення формату енциклопедії і у 2005 Президія НАН України визначила, що обсяг кожного тому «ЕІУ» та терміни опрацювання мають визначатися установами-координаторами, тобто Інститутом історії України та видавництвом «Наукова думка». Після цього проєкт було трансформовано спочатку із п'ятитомника на восьми-, а згодом і на десятитомник.
У 2013 було завершено підготовку та друк 10-ти томів, які включили понад 12 тис. статей, близько 8 тис. ілюстрацій і більше 500 спеціально розроблених карт. Для їх підготовки було залучено 1350 авторів (у тому числі й міжнародних).
Завершенням проєкту стали дві книги спеціального тому «Україна — Українці» (2018—2019), які включили словникові гасла на літеру «У» (до 20 % обсягу) і узагальнюючий компендіум знань з історії України (80 %).
Окремо планується видання додаткового тому, присвяченого сучасним подіям, головним чином, періоду 2013—2019, зокрема і подіям Революції гідності та російсько-української війни.

## Опис
В енциклопедії представлено відомості про видатних громадських діячів, учених, діячів культури та мистецтва, освіти, основні історичні події України, охарактеризовано життя українців в інших державах, надано відомості про окремих видатних людей планети, тим чи іншим чином пов'язаних з Україною (при цьому цей зв'язок висвітлено у статтях) та про вчених, які істотно вплинули на розвиток історичної науки. ЕІУ є працею великого колективу науковців України, в якій підбито підсумок здобуткам національної історіографії.

### Автори
Енциклопедію видав Інститут історії України Національної академії наук України (Київ). До роботи над енциклопедією долучені Інститут археології Національної академії наук України (Київ) та Інститут українознавства імені І. Крип'якевича Національної академії наук України (Львів), а також багато вчених різних міст України, запрошених до роботи над енциклопедією; є автори з Польщі, Росії, Литви, Канади. Загальна кількість авторів згідно зі списком робочої групи становить 864 вчених.

Перші чотири томи Енциклопедії історії України

### Система посилань
При укладенні «Енциклопедії історії України», на відміну від «Енциклопедії українознавства», була використана схема наскрізних посилань, прийнята в російській та українській радянській енциклопедичній справі: заголовок окремої статті (чи посилання на нього) вводиться курсивом у текст іншої статті як його частина. Наприклад: «І. Богун керував козацьким військом на завершальному етапі Берестецької битви 1651». Система наскрізних посилань передбачає узгодження між собою змісту статей, які розглядають один і той самий предмет, відомості, наведені в одних статтях, «перетікають» до інших статей — переважно, підходи, запропоновані в концептуальних тематичних статтях (наприклад, «Колективізація сільського господарства УСРР», «Національна революція 1648—1676») — застосовуються у статтях, присвячених окремим моментам цих явищ або персоналіям, які були в них задіяні. Завдяки цьому видання з року в рік еволюціонує: від подоби перевидання «Радянської енциклопедії історії України» «виправленого і доповненого» — до видання, в основі якого лежать цілісні концепції історії України, значно відмінні від російських чи радянських схем.

## Томи
У 2003—2013 роках видано основний корпус десятитомника. Редколегія: В. А. Смолій (голова) та інші; Інститут історії України НАН України.
- Т. 1 : А—В. — К. : Наукова думка, 2003. — 688 с., іл. Містить 2060 статей, 766 ілюстрацій, 48 карт. — ISBN 966-00-0734-5.
- Т. 2 : Г—Д. — К. : Наукова думка, 2004. — 518 с., іл. Містить 1298 статей, 702 ілюстрації, 15 карт, 3 схеми. — ISBN 966-00-0405-2.
- Т. 3 : Е—Й. — К. : Наукова думка, 2005. — 672 с., іл. Містить 1025 статей, 855 ілюстрацій, 31 карту. — ISBN 966-00-0610-1.
- Т. 4 : Ка—Ком. — К. : Наукова думка, 2007. — 528 с., іл. Містить 784 статті, 810 ілюстрацій, 53 карти. — ISBN 978-966-00-0692-8.
- Т. 5 : Кон—Кю. — К. : Наукова думка, 2009. — 560 с., іл. Містить 704 статті, 833 ілюстрації, 37 карт.  — ISBN 978-966-00-0855-4.
- Т. 6 : Ла—Мі. — К. : Наукова думка, 2009. — 784 с., іл. Містить 1140 статей, 968 ілюстрацій, 57 карт. — ISBN 978-966-00-1028-1.
- Т. 7 : Мл—О. — К. : Наукова думка, 2010. — 728 с., іл. Містить 883 статті, 573 ілюстрації, 72 карти. — ISBN 978-966-00-1061-1.
- Т. 8 : Па—Прик. — К. : Наукова думка, 2011. — 520 с., іл. Містить 686 статей, 460 ілюстрації, 44 карти[2]. — ISBN 978-966-00-1142-7.
- Т. 9 : Прил—С. — К. : Наукова думка, 2012. — 944 с., іл. Містить 1316 статей, 906 ілюстрації, 77 карт. — ISBN 978-966-00-1290-5.
- Т. 10 : Т—Я. — К. : Наукова думка, 2013. — 784 с., іл. Містить 1109 статей, 890 ілюстрації, 88 карт. — ISBN 978-966-00-1359-9.

У 2018—2019 роках видано накладом у 300 примірників два додаткові томи енциклопедії, де представлені географічні, економічні, демографічні характеристики України, загальний курс української історії, національні меншини, події та персоналії життя України після Революції Гідності.
- Том (Україна — Українці) Кн. 1. ‒ К.: «Наукова думка», 2018. ‒ 608 с. — ISBN 978-966-00-1676-7
- Том (Україна — Українці) Кн. 2. ‒ К.: «Наукова думка», 2019. ‒ 842 с. — ISBN 978-966-00-1740-5

2021 року видано том зі статтями, які з різних причин не ввійшли до основного корпусу десятитомника.
- Додатковий том: Кн. 1: А—Я. — К.: «Наукова думка», 2021. — 773 с. — ISBN 978-966-00-1858-7

## Перенесення контенту до «Вікіпедії»
2012 року громадська організація «Вікімедіа Україна» отримала дозвіл Інституту історії України НАН України на перенесення контенту енциклопедії з вебпорталу history.org.ua до «Вікіпедії» на умовах ліцензії Creative Commons із зазначенням авторства (CC BY), що передбачає максимально широке розповсюдження і вільне використання статей з будь-якою метою.